# 파주중학교
파주중학교(坡州中學校)는 대한민국 경기도 파주시 파주읍 연풍리에 있는 사립 중학교이다.

## 학교 연혁
- 1962년 11월 24일 : 파주중학원 설립 인가
- 1966년 11월 19일 : 학교법인 연풍학원 설립 인가, 최애도 이사장 취임
- 1966년 12월 18일 : 학교법인 연풍학원 파주중학교 설립 인가
- 1967년 3월 31일 : 초대 교장 이영순 목사 취임
- 1969년 11월 7일 : 파주중학교 학급 증설 인가 (한 학년 5학급, 총 15학급)
- 1999년 11월 30일 : 파주중학교 3층 본관 신축
- 2023년 6월 1일 : 이혁규 제15대 교장 취임
- 2024년 1월 12일 : 제61회 51명 졸업 [총 7,872명 = 파주중학교 7,682명, 파주중학원 190명]

## 참고 자료
- 파주중학교 - 한국교육학술정보원 학교알리미